# جيني سايداي جيبونز
جينيفر آن ماكينون «جيني» سايداي جيبونز من مواليد ( 3 أغسطس  1988م) هي رائدة فضاء كندية ومهندسة وأكاديمية اختيرت من قبل وكالة الفضاء الكندية كواحدة من عضوين في مجموعة CSA لعام (2017 م) بجانب جوشا كوتريك.

## بداية حياتها والتعليم
وُلدت سايداي في 3 أغسطس  1988 م في كالغاري، ألبرتا. دعمتها والدتها في اهتمامها بالعلوم وعادةً ما كانت تأخذها إلى المتاحف حيث وجدت سايداي نماذج يُحتذى بها في مجالات العلوم والهندسة. كان عم سايدي مهندس مدني أشركها أيضًا في مهام التصميم. تضمنت إحدى المهام تصميم ملعب بيسبول منحدر لكي يعمل بشكل جيد وفعال أثناء العواصف الممطرة لصالح محطة معالجة المياه.
حصلت سايداي على درجة البكالوريوس مع مرتبة الشرف في الهندسة الميكانيكية من جامعة ماكغيل. أجرت جيني أثناء وجودها في ماكغيل بحثًا بالتعاون مع وكالة الفضاء الكندية ومختبر أبحاث الطيران التابع لمجلس الأبحاث الوطني حول انتشار اللهب في الجاذبية الصغرى. ثم أكملت درجة الدكتوراه في عام 2015 في الهندسة في كلية جيسوس، كامبريدج، حيث ركزت على دراسة الاحتراق تحت إشراف البروفيسور نونداس ماستوراكوس.
تزوجت سايدي من الطبيب النفسي البريطاني كريس جيبونز في عام 2018، الذي التقت به أثناء وجودها في جامعة كامبريدج، وكلاهما يحمل اسم سايداي جيبونز.

## العمل الأكاديمي
عملت سايداي كمحاضر في محركات الاحتراق الداخلي في قسم الهندسة بجامعة كامبريدج قبل انضمامها إلى وكالة الفضاء الكندية. ركزت في بحثها على اللهب منخفض الحرارة (اللهب البارد واحتراق معتدل أو خفيف) وتأثيرها على الملوثات والانبعاثات في احتراق التوربينات الغازية. يساعد هذا البحث في تطوير الاحتراق منخفض الانبعاثات لمحركات التوربينات الغازية.
كما قامت بتدريس طلاب البكالوريوس والدراسات العليا في قسم الطاقة وميكانيكا الموائع والآلات التوربينية في موضوعات تتراوح من إنتاج الطاقة التقليدية والبديلة إلى الديناميكا الحرارية التمهيدية وفيزياء اللهب.
عملت سايداي أيضًا بنشاط كنموذج يحتذى به للشابات اللائي يفكرن في الوظائف الفنية في المجالات المتصلة بالعلوم بجانب هذه المسؤوليات الرسمية. والجدير بالذكر أنها المؤسس المشارك لفرع كامبريدج المحلي في روبجالز، وهي منظمة دولية يديرها الطلاب تهدف إلى إلهام وتمكين الشابات من دراسة العلوم والتكنولوجيا والهندسة والرياضيات من خلال مبادرات ممتعة وتعليمية. قامت ايضًا من خلال هذا النشاط بتدريس البرمجة لأكثر من 3000 فتاة في جميع أنحاء المملكة المتحدة.
حصلت جيني على جائزة مهندسة العام الشابة من معهد الهندسة والتكنولوجيا في عام 2016، وكذلك جائزة مهندسة العام الشابة من الأكاديمية الملكية للهندسة.

## العمل بوكالة الفضاء الكندية
تم اختيار سايداي من وكالة الفضاء الكندية للخضوع للتدريب كرائد فضاء كجزء من وكالة الفضاء الكندية 2017، وهي حملة تجنيد رواد الفضاء الكندية الرابعة. وقد تم اختيار جيني سايداي وجوشا كوتريك من بين مجموعة كبيرة من المرشحين المؤهلين.
انتقلت سايدي إلى هيوستن، تكساس في يوليو 2017 لإكمال برنامج تدريب رواد الفضاء التابع لناسا لمدة عامين في مركز جونسون للفضاء. و تتدرب جنبًا إلى جنب مع فصل رواد الفضاء لعام 2017 التابع لوكالة ناسا.